# Coprotus ochraceus
Coprotus ochraceus är en svampart som först beskrevs av P. Crouan & H. Crouan, och fick sitt nu gällande namn av Kar. Larsen 1971. Coprotus ochraceus ingår i släktet Coprotus och familjen Thelebolaceae.  Arten är reproducerande i Sverige. Inga underarter finns listade i Catalogue of Life.